# Nattakit Fongwitoo
Nattakit Fongwitoo (thailändisch ณัฐกิจ ฟองวิทู, * 4. Januar 1993 in Bangkok) ist ein thailändischer Fußballspieler.

## Karriere
Nattakit Fongwitoo stand bis Ende 2011 beim Uthai Thani FC unter Vertrag. Der Verein aus Uthai Thani spielte in der dritten Liga, der damaligen Regional League Division 2, in der Northern Region. 2012 wechselte er zum Zweitligisten Bangkok United. Der Verein aus der thailändischen Hauptstadt Bangkok spielte in der zweiten Liga, der Thai Premier League Division 1. Am Ende der Saison wurde der Verein Tabellendritter und stieg in die erste Liga auf. Die komplette Saison 2013 wurde er an den Bangkoker Drittligisten Chamchuri United FC ausgeliehen. Die Hinrunde 2014 spielte er auf Leihbasis beim Drittligisten RSU FC in Pathum Thani. Die Rückserie 2014 lieh ihn der Drittligist Krung Thonburi FC aus. 2015 wechselte er zum Erstligisten Port FC. Mit dem Bangkoker Verein spielte er 2015 sechsmal in der ersten Liga. Die Saison 2016 wurde er vom Zweitligisten Lampang FC aus Lampang ausgeliehen. Der Bangkoker Zweitligaaufsteiger Kasetsart FC verpflichtete ihn für die Saison 2017. Die Saison 2018 stand er beim Viertligisten Nakhon Pathom United FC in Nakhon Pathom unter Vertrag. Der Klub spielte in der Western Region der vierten Liga, der Thai League 4. Ende 2018 wurde er mit Nakhon Pathom Meister der Region und stieg anschließend in die dritte Liga auf. Nach dem Aufstieg verließ er den Verein und schloss sich Anfang 2019 dem Zweitligaaufsteiger MOF Customs United FC aus Bangkok an. Für die Customs absolvierte er 12 Zweitligaspiele. Ende 2020 wurde sein Vertrag nicht verlängert. Der Drittligist Songkhla FC nahm ihn Anfang 2021 unter Vertrag. Der Verein aus Songkhla spielte in der dritten Liga, der Thai League 3. Hier trat Songkhla in der Southern Region an. Mit dem Klub wurde er Meister der Region. In den Aufstiegsspielen zur zweiten Liga schied man in der Gruppenphase aus. Im Sommer 2021 wechselte er in die Western Region der Liga. Hier schloss er sich dem Pathumthani University FC an. Für den Verein bestritt er 36 Ligaspiele. Im Dezember 2023 wurde sein Vertrag nicht verlängert.

## Erfolge
Nakhon Pathom United FC
- Thai League 4 – West: 2018  ▲

Songkhla FC
- Thai League 3 – South: 2020/21